# Enid (Oklahoma)
Enid es una ciudad ubicada en el condado de Garfield en el estado estadounidense de Oklahoma. En el año 2010 tenía una población de 49 379 habitantes y una densidad poblacional de 257,45 personas por km².

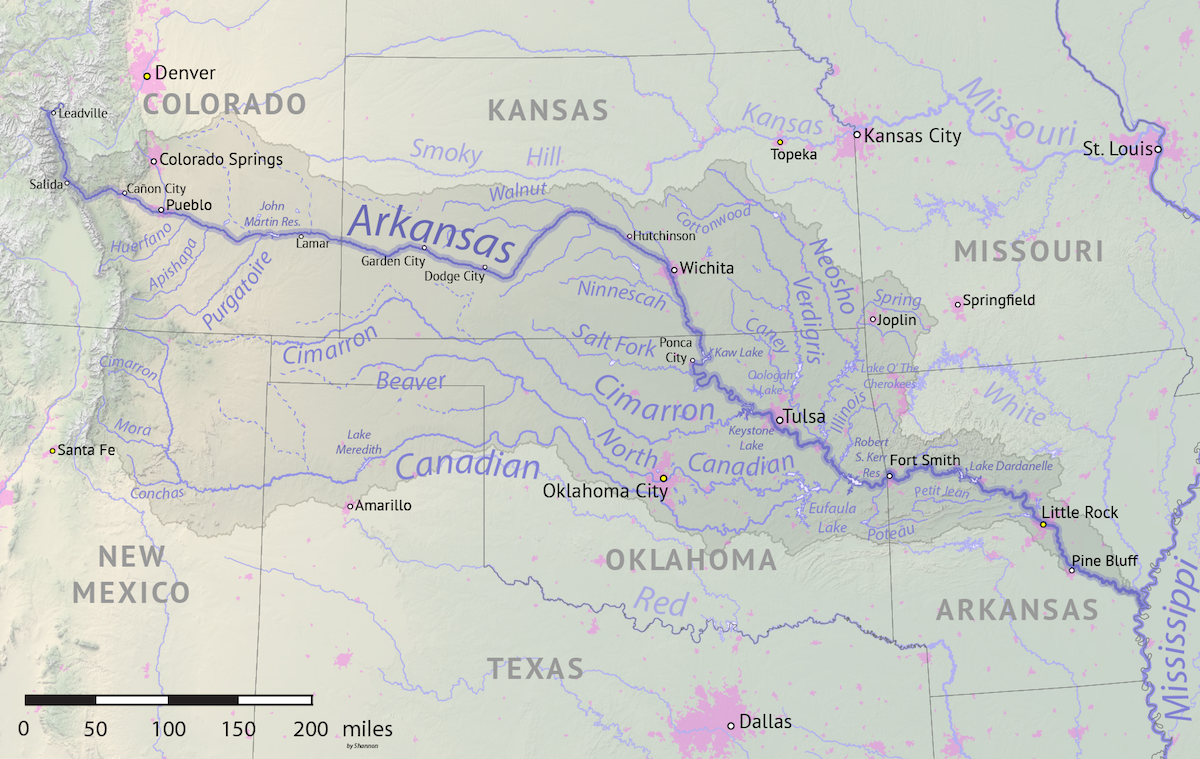
Enid en mapa del río Arkansas

## Demografía
Según la Oficina del Censo en 2000 los ingresos medios por hogar en la localidad eran de $32,227 y los ingresos medios por familia eran $39,113. Los hombres tenían unos ingresos medios de $29,841 frente a los $20,865 para las mujeres. La renta per cápita para la localidad era de $17,471. Alrededor del 14.8% de la población estaban por debajo del umbral de pobreza.